# 1 Tessalonicenses 5
1 Tessalonicenses 5 é o quinto e último capítulo da Primeira Epístola aos Tessalonicenses, de autoria do Apóstolo Paulo (com o apoio de Silas e Timóteo), que faz parte do Novo Testamento da Bíblia.

## Estrutura
1. A vinda do Senhor
a) O dia de sua vinda é desconhecido, v. 1,2
b) Será inesperada para os incrédulos, v. 3
c) Os filhos da luz devem estar preparados, v. 4-8
d) A segurança do crente nesse dia, v. 9-11
2. Seção do dever
a) Exortações acerca dos deveres práticos da vida cristã, v. 12-22
b) Conclusão e bênção, v. 23-28

## Manuscritos originais
- O texto original é escrito em grego Koiné.
- Alguns dos manuscritos que contém este capítulo ou trechos dele são:
  - Papiro 30
  - Papiro 46
  - Codex Vaticanus
  - Codex Sinaiticus
  - Codex Alexandrinus
  - Codex Freerianus
  - Codex Claromontanus
- Este capítulo é dividido em 28 versículos.